# Diego Turcios
Juan Diego Turcios Melgar, (* 22. září 1992 v Ilobascu, Salvador) je salvadorský zápasník–judista.

## Sportovní kariéra
S judem začal 11 letech na základní škole. V mladí kombinoval tréninky juda se vzpíráním. Později upřednostil judo, ve kterém získal grant na přípravu od Mezinárodního olympijského výboru v Mexiku. V roce 2016 dosáhl na panamerickou kontinentální kvótu pro účast na olympijských hrách v Riu. V úvodním kole šokoval svým výkonem, když jednoho z předních evropských judistů Romana Mustopulose z Řecka dvakrát hodil na wazari během dvou minut zápasu. V dalším kole si na jeho levou uči-matu Gruzínec Avtandil Črikišvili již dával pozor a po dvou šidech skončil před branami čtvrtfinále. Jak se později ukázalo, tak za jeho výkony stál bývalý Kubánský reprezentant Yordanis Arencibia, kterého Salvadorský olympijský výbor najal pro jeho přípravu na olympijské hry. Situace mátl fakt, že na jeho střídačce během olympijského turnaje seděl reprezentační trenér Oscar Henríquez (Arencibia nebyl vůbec členem salvadorské olympijské výpravy).

## Výsledky
| Turnaj                  | 2012             | 2013             | 2014             | 2015             | 2016             |
| Turnaj                  | 20               | 21               | 22               | 23               | 24               |
| Turnaj                  | polostřední váha | polostřední váha | polostřední váha | polostřední váha | polostřední váha |
| ----------------------- | ---------------- | ---------------- | ---------------- | ---------------- | ---------------- |
| Olympijské hry          | —                |                  |                  |                  | úč.              |
| Mistrovství světa       |                  | úč.              | úč.              | úč.              |                  |
| Panamerické hry         |                  |                  |                  | úč.              |                  |
| Panamerické mistrovství | 5.               | úč.              | 5.               | 7.               | 5.               |